# Templo Fo Guang Shan de Olinda
Templo Fo Guang Shan é um templo budista inaugurado em 2002, localizado na cidade de Olinda, no estado de Pernambuco. O templo segue a tradição Mahayana, escola Terra Pura.
Além das cerimônias de cunho religioso, a instituição promove atividades como meditação, Ioga, Kung fu e Tai chi chuan e o ensino língua chinesa
(mandarim).